# Парнаиба (река)
Парнаи́ба (порт. Parnaíba) — самая крупная река на северо-востоке Бразилии. Протекает с юга на север по границе между штатами Пиауи и Мараньян. Длина — около 1400 км, а площадь бассейна — 344 112 км². В дореволюционных русскоязычных источниках иногда описывается как Парнахиба или Парнагиба.

## Течение
Берёт начало на Бразильском плоскогорье, на склонах гор Шапада-дас-Мангабейрас. В верхнем и среднем течении имеет порожистое русло, в нижнем — пересекает одноимённую впадину, где становится пригодной для судоходства (от города Терезина). У устья Парнаиба образует обширную дельту, территория которой в 1996 году стала охраняемым природным ландшафтом.
Как и большинство других бассейнов в этом регионе, находится под влиянием каатинга, этот биом характеризуется малым количеством осадков и высокой скоростью испарения. Межень с июня по октябрь, в январе и феврале происходят большие наводнения. В Парнаибу впадает 143 притока со стороны штата Пиауи и 74 притока со стороны штата Мараньян.
Севернее города Гуадалупи река перекрыта плотиной гидроэлектростанции, которая снабжает штат Пиауи электроэнергией.
Помимо дельты реки, в бассейне есть ещё одна природоохранная территория — национальный парк Серра-дас-Конфусьонс.

## Флора и фауна
Бассейн реки Парнаиба занимает 3,6 % от территории Бразилии и в некоторых местах ещё остаётся малоизученным. Недавнее исследование ихтиофауны реки обнаружило, что в ней водится около 140 видов рыбы, 40 % из них — эндемики, причём часть из них встретилась ученым впервые. Один из таких видов — Potamotrygon signata. Примерно 70 % рыб относятся к харацинообразным и сомообразным.
Два вида черепах также являются эндемиками региона — это одна из разновидностей пресноводных черепах Trachemys adiutrix и пиауйская бокошейная черепаха Mesoclemmys perplexa, открытая совсем недавно, в 2005 году.
Дельта реки является ключевой орнитологической территорией, здесь насчитывается 119 видов птиц, которые оседают и гнездятся в мангровых деревьях; в частности, здесь обитает красный ибис.